# Песениця
Песениця (пол. Piesienica, нім. Pischnitz) — село в Польщі, у гміні Зблево Староґардського повіту Поморського воєводства.
Населення — 220 осіб (2011).
У 1975-1998 роках село належало до Гданського воєводства.

## Демографія
Демографічна структура станом на 31 березня 2011 року:
|          | Загалом | Допрацездатний вік | Працездатний вік | Постпрацездатний вік |
| -------- | ------- | ------------------ | ---------------- | -------------------- |
| Чоловіки | 114     | 24                 | 82               | 8                    |
| Жінки    | 106     | 14                 | 74               | 18                   |
| Разом    | 220     | 38                 | 156              | 26                   |